# Kamil Hilbert
Kamil Hilbert (12. února 1869 Louny – 25. června 1933 Praha) byl český architekt, věnoval se především rekonstrukcím církevních budov, jeho nejvýznamnějším dílem je dostavba Svatovítské katedrály.

## Životopis
Kamil Hilbert, syn právníka a dlouholetého lounského starosty Petra Pavla Hilberta a malířky Karoliny Hilbert-Reifové, se narodil 12. února 1869 v Lounech. Jeho bratrem byl dramatik a spisovatel Jaroslav Hilbert.
Kamil navštěvoval plzeňskou Vyšší průmyslovou školu a poté na vídeňské Akademii výtvarných umění. V letech 1896–1899 projektoval v rodných Lounech několik historizujících staveb v Poděbradově ulici.
Byl jedním z posledních českých architektů, který se vyškolil ve Vídni, a to na vídeňské Akademii výtvarných umění v letech 1891–1895 u prof. Fleischera. V době, kdy končil svá vídeňská studia, nebyl přerod vídeňského odborného prostředí k secesi ještě uzavřen. Jeho produkce je proto volnější a odvážnější a z celého jeho projevu je zřejmá větší sebedůvěra a velkorysost. Speciální škola prof. Lunze na vídeňské Akademii mu vštípila dokonalou znalost historických slohů, ze kterých námětově čerpal po celé své tvůrčí období a která ho předurčila k cestě architekta – památkáře.
Po ukončení studií na vídeňské Akademii výtvarných umění působil v Praze. V letech 1896–1899 projektoval v rodných Lounech několik historizujících staveb v Poděbradově ulici.
V červnu 1899 po odchodu Josefa Mockera byl ustanoven vedoucím stavitelem Svatovítské katedrály v Praze, kterou v roce 1929 dokončil. Za tuto úspěšnou dostavbu získal čestný doktorát ČVUT v Praze a byl jmenován řádným členem České akademie věd a umění. Jeho kamenná podobizna je umístěna pod velkou rozetou v průčelí Svatovítské katedrály.
Kromě této dostavby projektoval řadu dalších staveb a rekonstruoval množství význačných architektonických památek.
Zemřel 25. června 1933 v Praze a je pohřben na vyšehradském Slavíně.

## Dílo

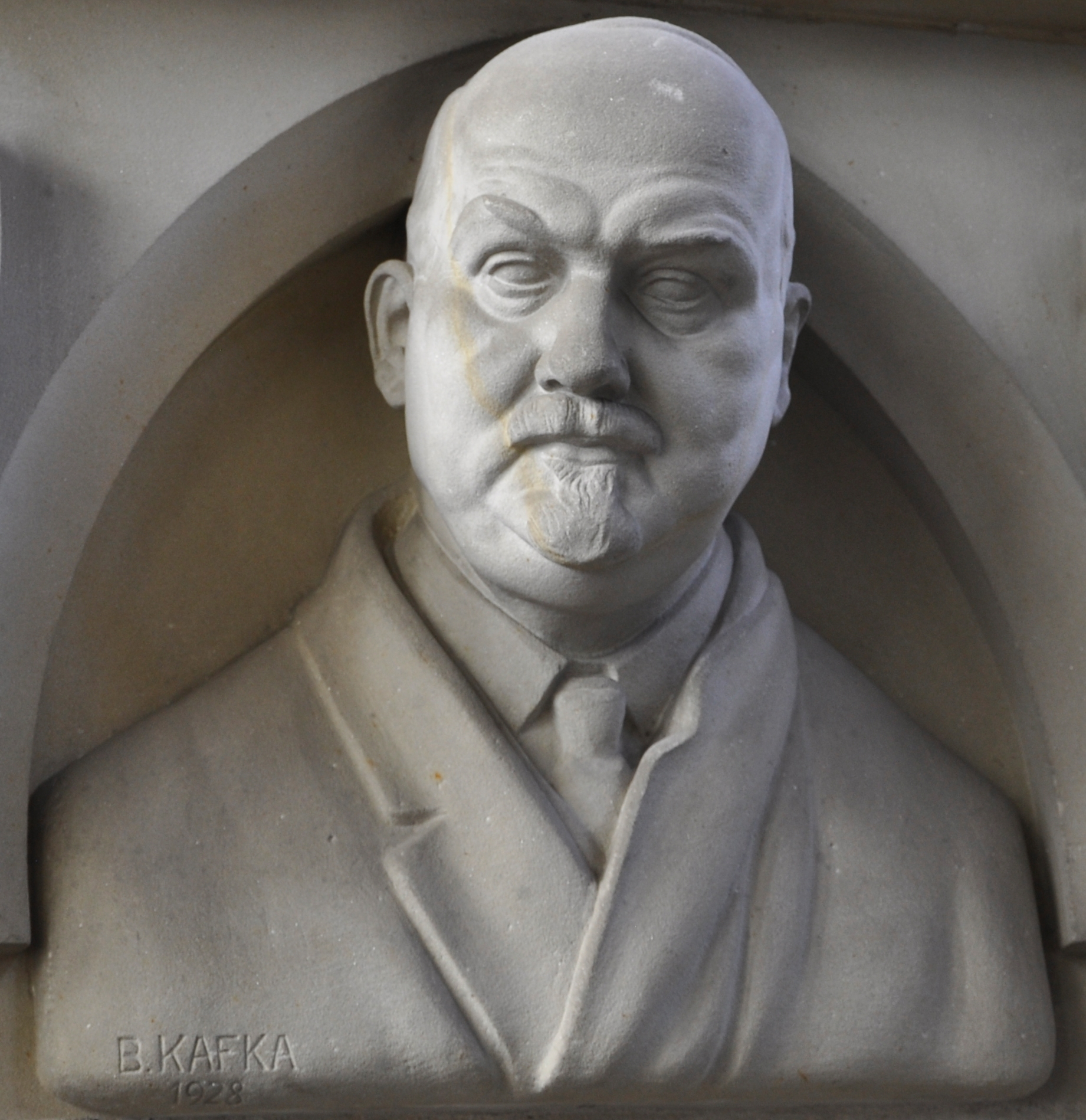
Bysta Kamila Hilberta od Bohumila Kafky v triforiu katedrály sv. Víta

Stěžejním dílem Kamila Hilberta byla bezesporu novogotická dostavba katedrály sv. Víta na Pražském hradě, jíž věnoval třicet let svého plodného života. Na rozdíl od svého předchůdce Josefa Mockera se jeho dostavby opíraly o vědecký výzkum (ve smyslu teorií Aloise Riegla a Maxe Dvořáka) a byly realizovány citlivě s respektováním všech památkových hodnot.
Při restaurování památek dokázal Hilbert důsledně uplatňovat tvorbu soudobých špičkových výtvarných umělců. Projektoval však i řadu novostaveb v citlivém historizujícím pojetí, zejména novogotickém a secesním, mimo jiné i své letní sídlo Vilu Luisu (zvanou též Hilbertova vila) v Babylonu u Domažlic.

Architektuře se věnoval i vědecky a podílel se na soupisu uměleckých památek.

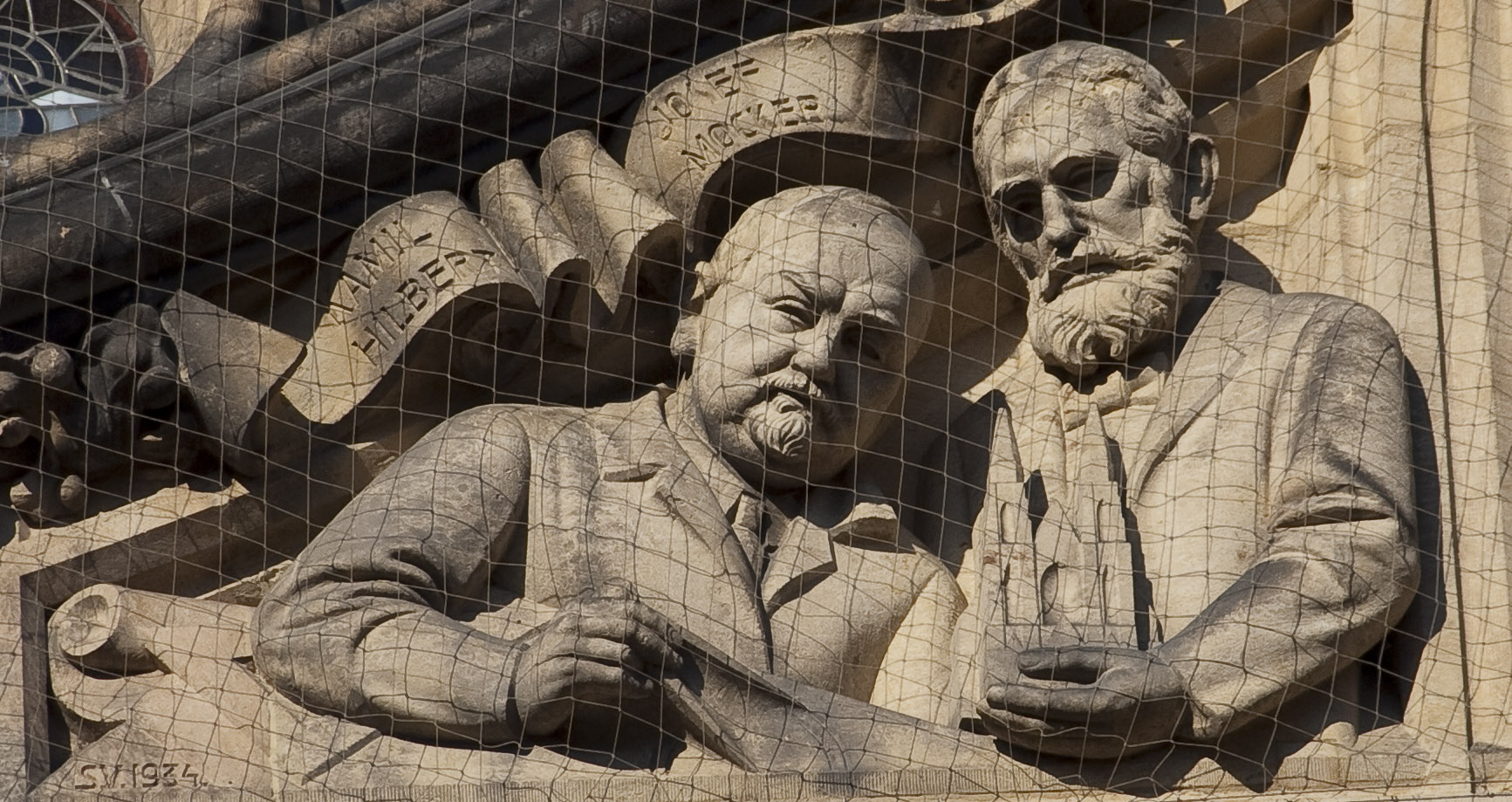
Kamil Hilbert a Josef Mocker pod rosetou na průčelí katedrály sv. Víta

Kromě dostavby Svatovítské katedrály vyvíjel širokou restaurátorskou činnost, zejména při rekonstrukcích sakrálních staveb:
- kostel sv. Štěpána v Kouřimi (1903–1908),
- sv. Martina ve zdi v Praze (1905–1906),
- kostel sv. Mikuláše v Jaroměři (1906–1909),
- děkanského kostela sv. Petra a Pavla v Čáslavi (1908–1911),
- kostel sv. Petra a Pavla ve Volenicích u Strakonic (1909),
- kostel sv. Petra a Pavla v Mělníku včetně nástavby věže (1911–1914),
- Matky Boží na Pražském předměstí v Lounech (1913),
- kostel sv. Jiljí v Nymburce (1913–1914),
- arciděkanského chrámu sv. Bartoloměje v Plzni (1914–1920),
- baziliky sv. Prokopa v Třebíči (do 1934),
- křestní kaple u kostela sv. Remigia v Praze-Čakovicích (1904–1905),
- kostel sv. Jana Nepomuckého ve Štěchovicích (1910–1919).

### Ocenění díla
V roce 1929 mu byl udělen čestný titul doktora technických věd (Dr.h.c.) Českého vysokého učení technického v Praze.

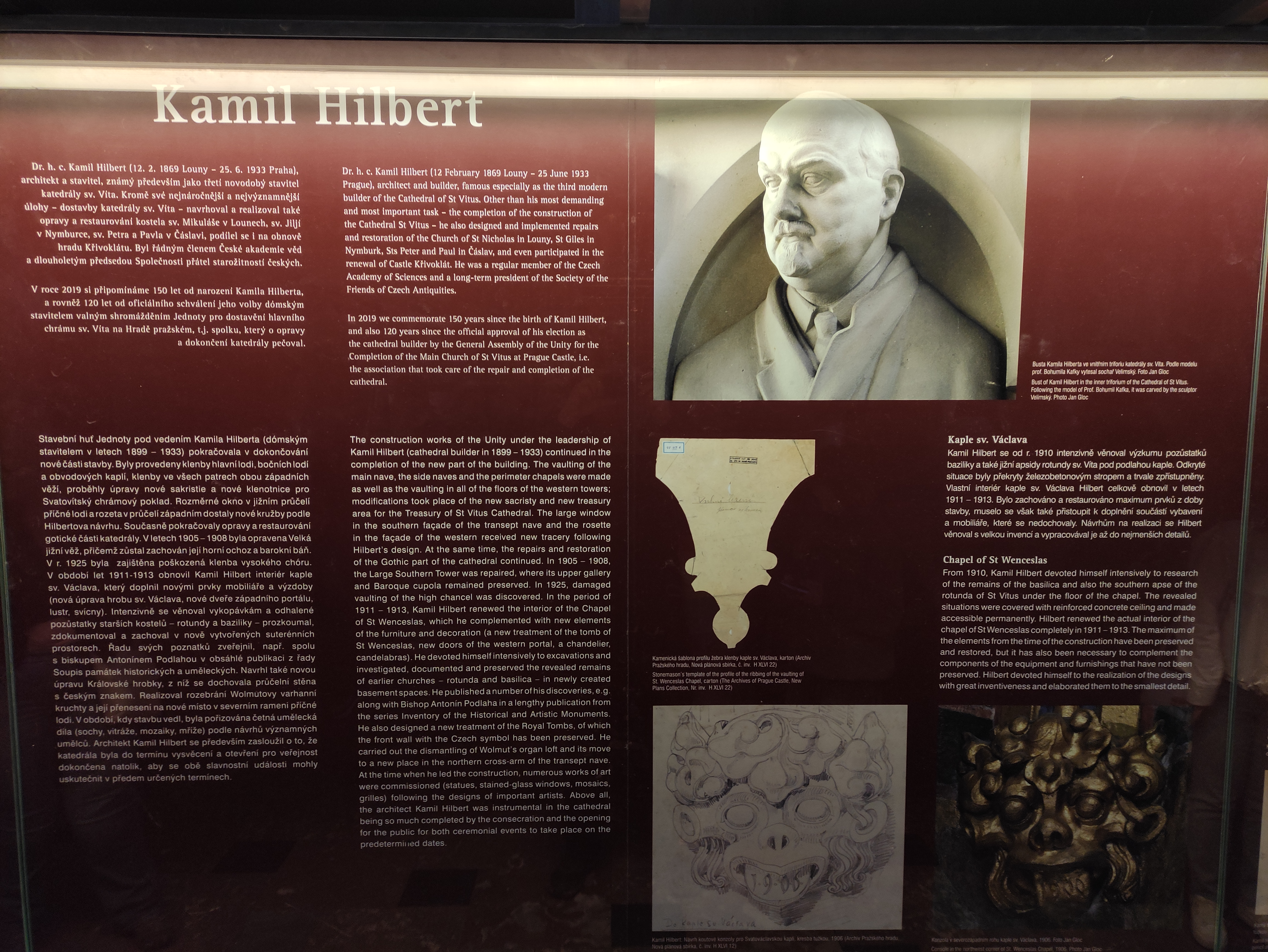
Informační panel – Katedrála svatého Víta, Václava a Vojtěcha v Praze

## Spisy
- PODLAHA, Antonín; HILBERT, Kamil. Soupis památek historických a uměleckých v království Českém od pravěku do počátku XIX. století. Král. hlavní město Praha: Hradčany. I, Metropolitní chrám sv. Víta. Praha: Česká akademie věd a umění, 1906. Dostupné online.